# Miłek amurski
Miłek amurski (Adonis amurensis Regel & Radde) – gatunek rośliny z rodziny jaskrowatych (Ranunculaceae). Pochodzi z Syberii, a dokładniej z tych okolic, przez które przepływa rzeka Amur. Jest uprawiany w wielu krajach.

## Zastosowanie
- Roślina ozdobna, szczególnie popularna w Japonii, gdzie uprawia się ją w wielu odmianach, np. ’Benten’ o jasnokremowych kwiatach z postrzępionymi płatkami, bardzo wcześnie zakwitająca ’Fukujakai’, czy ’Pleniflora’ (lub ’Plena’) i ’Ramosa’ o pełnych kwiatach[3].
- Roślina lecznicza. Działanie i zastosowanie lecznicze ma zbliżone do miłka wiosennego.

## Uprawa
Najlepiej rośnie na słonecznym, ale osłoniętym od wiatru stanowisku, na wilgotnej, próchnicznej glebie. Rozmnaża się go przez podział rozrośniętych kęp, lub przez wysiew nasion tuż po ich zbiorze.